# Denis Auguste Raffet

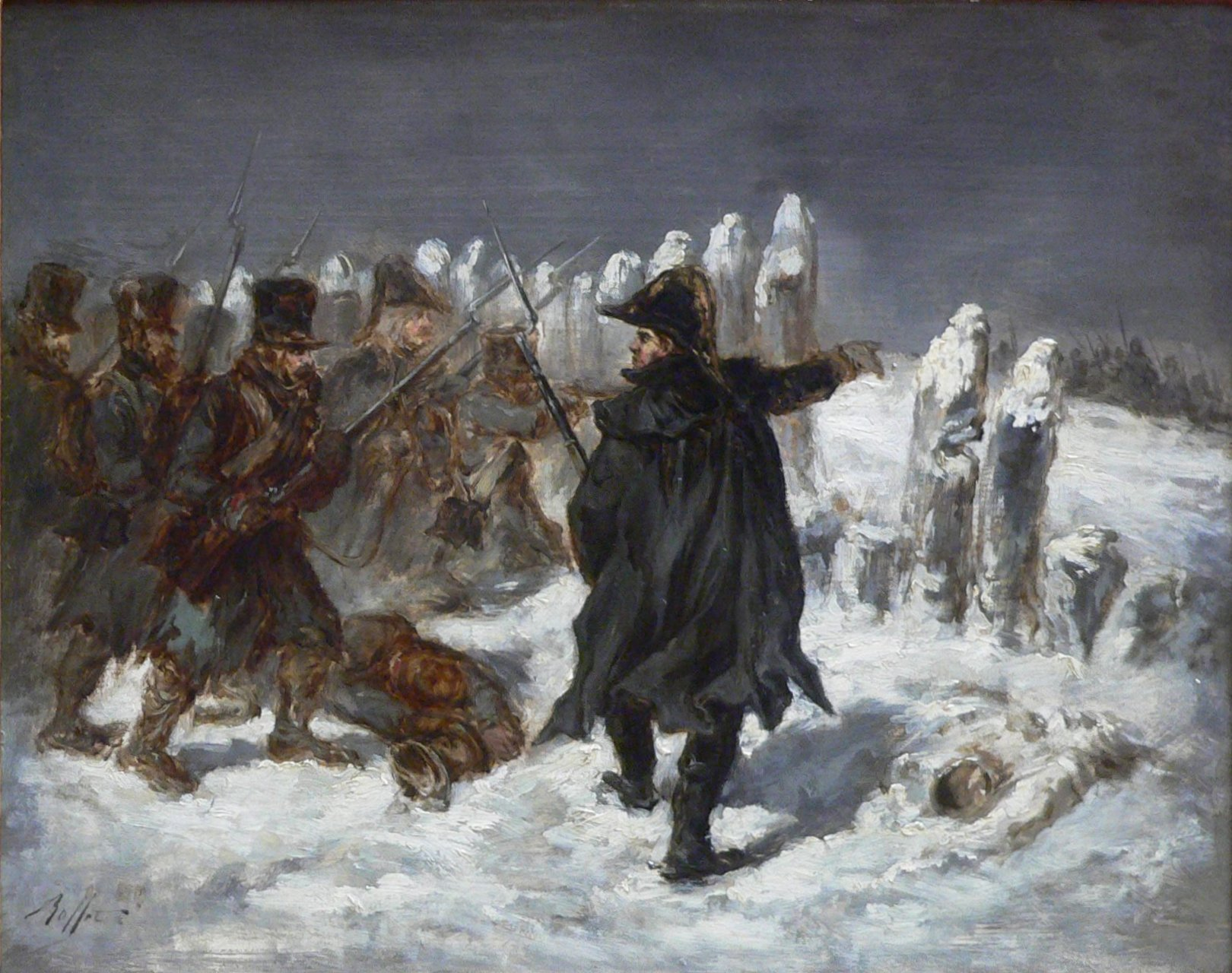
Michel Ney pod Kownem, Luwr

Denis Auguste Raffet (ur. 2 marca 1804 w Paryżu, zm. 1860 w Genui) – francuski malarz i grafik, uczeń Nicolas-Toussaint Charleta i Jeana Antoine'a Grosa, autor licznych litografii ilustrujących czasy Rewolucji Francuskiej, kampanie napoleońskie oraz wydarzenia sobie współczesne, takie jak rozwój Francuskiego Imperium Kolonialnego (podbój Algierii) czy interwencja Napoleona III we Włoszech; romantyczne prace Raffeta były popularne i ilustrowały przede wszystkim wydarzenia historyczne. W 1837 odbył podróż po Europie Wschodniej i Południowo-Wschodniej, w trakcie której zwiedził między innymi Krym.
Ważniejsze dzieła:
- cykle graficzne Lützen i Rewia odwołujące się do czasów Rewolucji i epoki napoleońskiej;
- cykl graficzny Podróż na Krym;
- zespoły ilustracji do dzieł min. Waltera Scotta i R. Chateaubrianda.